# Alexander Langsdorff

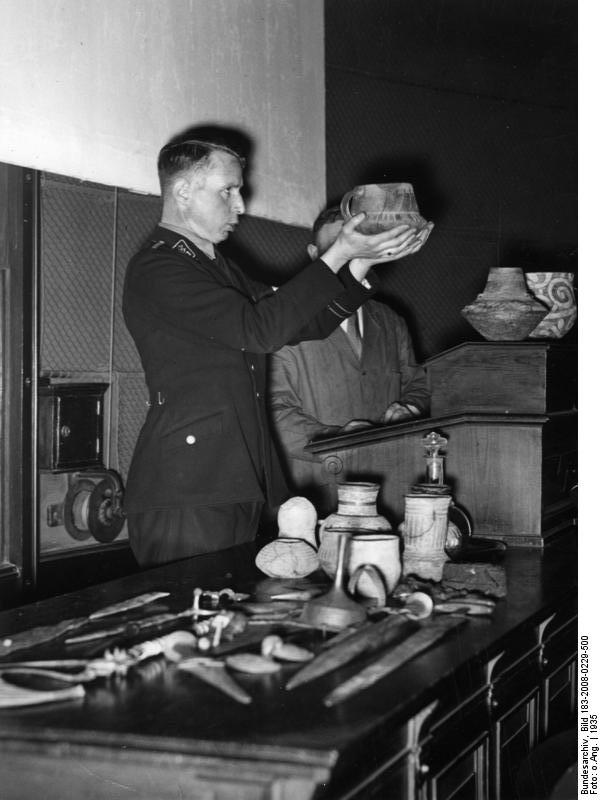
Alexander Langsdorff bei einem Vortrag (1935)

Alexander Langsdorff (* 14. Dezember 1898 in Alsfeld, Oberhessen; † 15. März 1946 in Eutin) war ein deutscher Archäologe und SS-Führer.

## Biografie
Langsdorff studierte in Marburg Vor- und Frühgeschichte, Archäologie und Germanistik. Er wurde 1929 mit der Arbeit Die Grabfunde mit Bronzeschnabelkannen in Marburg promoviert. Langsdorff war von 1929 bis 1933 Teilnehmer verschiedener archäologischer Expeditionen nach Ägypten und in den Iran. 1932 leitete er zusammen mit Donald McCown die Ausgrabungen von Tall-i Bakun in der Nähe des antiken Persepolis.
Langsdorff nahm 1923 am Hitlerputsch teil. Zum 1. Juni 1933 trat er in die NSDAP ein (Mitgliedsnummer 1.657.764) und im selben Jahr in die SS (SS-Nummer 185.091), in der er 1944 SS-Standartenführer wurde. Von Februar 1944 bis Mai 1945 war er Leiter der Abteilung „Kunstschutz“ in Italien, wo er federführend bei der Überführung von Kunstwerken aus Florenz nach Sand in Taufers (Südtirol) war. Langsdorff starb am 15. März 1946 im Kreiskrankenhaus in Eutin.
Alexander Langsdorff heiratete 1931 das erste Mal und wurde am 2. Oktober 1940 geschieden. Am 7. Januar 1941 heiratete er Marlis Schneidewind, geborene Stockmann (* 10. Oktober 1917; † 22. August 1984). Mit ihr hatte er zwei Kinder, den Sohn Peter Desiré und seine Tochter Mareile Langsdorff-Claus. Hans Langsdorff, der Kommandant des Panzerschiffs Admiral Graf Spee, war sein Cousin.

## Veröffentlichungen
- mit Paul Jacobsthal: Die Bronzeschnabelkannen. Ein Beitrag zur Geschichte des vorrömischen Imports nördlich der Alpen. Keller, Berlin-Wilmersdorf 1929.
- mit Donald E. McCown:  Tall-i Bakun A. Season of 1932 (= University of Chicago Oriental Institute Publication. Bd. 59). University of Chicago Press, Chicago IL 1942.